# Hryhoriy Archynov
 (février 2022).
Hryhoriy (Gricha) Archynov (en ukrainien : Григорий Аршинов), né en 1961 et mort le 1er novembre 2020, est un ingénieur civil et militant juif ukrainien. Il a dirigé la restauration de la grande synagogue Maharsha du XVIIe siècle et du cimetière juif d'Ostroh,.
Hryhoriy Arshynov est décédé le 1er novembre 2020 des complications de la COVID-19,.